# Acmispon wrangelianus
Acmispon wrangelianus är en ärtväxtart som först beskrevs av Fisch. och Carl Anton von Meyer, och fick sitt nu gällande namn av Dmitry Dmitrievich Sokoloff. Acmispon wrangelianus ingår i släktet chileväpplingar, och familjen ärtväxter. Inga underarter finns listade i Catalogue of Life.